# Крутильная жесткость
Крутильная жёсткость — это характеристика упругих элементов, в частности валов, которая описывает величину угла закручивания от действия единичного крутящего момента. 
Коэффициент крутильной (торсионной) жёсткости определяется по формуле: k = M / α, где:
- M — приложенный к телу крутящий момент;
- α — угол закручивания тела по оси приложения крутящего момента.

В системе СИ коэффициент жёсткости при кручении обычно измеряется в ньютон-метрах на радиан (Н·м/рад).  
Недостаточная крутильная жёсткость может привести к неравномерности передачи крутящего момента, крутильным колебаниям и другим негативным явлениям.